# Lonchaea marylandica
Lonchaea marylandica är en tvåvingeart som beskrevs av Malloch 1923. Lonchaea marylandica ingår i släktet Lonchaea och familjen stjärtflugor. Inga underarter finns listade i Catalogue of Life.